# Pentoniscus dominicanus
Pentoniscus dominicanus là một loài chân đều trong họ Philosciidae. Loài này được Arcangeli miêu tả khoa học năm 1932.